# تيم كارتر
تيم كارتر (بالإنجليزية: Tim Carter) (5 أكتوبر 1967 ببرستل في المملكة المتحدة - 19 يونيو 2008 بسترتفورد في المملكة المتحدة) هو لاعب كرة قدم بريطاني في مركز حراسة المرمى. لعب مع أكسفورد يونايتد وبرمنغهام سيتي ونادي بريستول سيتي ونادي بلاكبول ونادي سندرلاند ونادي ميلوول ونيوبورت كونتي ونادي هاليفاكس تاون ونادي كارلايل يونايتد ونادي هارتلبول يونايتد ونادي بريستول روفيرز.

## وصلات خارجية
- تيم كارتر على موقع قاعدة بيانات كرة القدم.إي يو (الإنجليزية)